# BSG Chemie PCK Schwedt

Logo der BSG Chemie PCK Schwedt/Oder

Die BSG Chemie PCK Schwedt ist eine ehemalige Betriebssportgemeinschaft in der ostdeutschen Stadt Schwedt/Oder. Nach zahlreichen vorhergegangenen Umstrukturierungen erhielt sie 1977 ihren endgültigen Namen. Im Laufe ihres Bestehens entwickelte sich die BSG zu einer der größten Betriebssportgemeinschaften der DDR mit zeitweise bis zu 3600 Mitgliedern. Im Handball spielte Chemie PCK 1980/81 in der höchsten Frauenhandball-Liga der DDR. Im Fußball war die BSG zwischen 1973 (Vorgänger BSG Aufbau) bis 1984 in der zweitklassigen DDR-Liga vertreten. Die Frauen-Fußballmannschaft wurde 1982 DDR-Vizemeister.

## Strukturelle Entwicklung
Die Historie der Betriebssportgemeinschaft (BSG) Chemie PCK Schwedt geht zurück bis in das Jahr 1949. In diesem Jahr wurden am 26. Juni die beiden Betriebssportgemeinschaften BSG Kommunales Wirtschaftsunternehmen (KWU) und BSG Erdöl gegründet. Infolge eines Trägerwechsels ging die BSG KWU am 10. Mai 1950 in die BSG Traktor über. Diese schloss sich wiederum zusammen mit der 1959 gegründeten BSG Bau der Jugend am 2. April 1964 der BSG Erdöl an. Am 1. August 1977 wurde die BSG Erdöl unter Bezugnahme auf den Trägerbetrieb Petrolchemisches Kombinat Schwedt in BSG Chemie PCK umbenannt. 
Nach der politischen Wende von 1990 spaltete sich die Betriebssportgemeinschaft in die beiden eingetragenen Vereine FSV PCK 90 und SSV PCK 90 auf. Der FSV PCK 90 Schwedt wurde 1993 in 1. FC Schwedt umbenannt und spielte von 1991 bis 1996 in der Oberliga Nordost. 1996 ging der Verein in den Konkurs. Die Jugendabteilung trat daraufhin der VGS 90 Schwedt bei, die inzwischen als FC Schwedt 02 antritt.

## Sektion Fußball

### Männer
1946 gründeten Sportler der Kleinstadt Schwedt die Sportgruppe Schwedt, die 1949 im Zuge der Neuorganisation des ostdeutschen Sports in Form von Betriebssportgemeinschaften (BSG) die BSG KWU Schwedt, die bereits 1950 in die BSG Traktor überführt wurde. Deren Fußballmannschaft stieg 1952 in die viertklassige Bezirksklasse Frankfurt (Oder) auf, wo sie sich bis 1956 behaupten konnte. Erst 1958 gelang der Wiederaufstieg in die Bezirksklasse, die inzwischen durch Einführung der II. DDR-Liga nur noch fünfte Liga war. Zu Beginn der Saison 1960 (Kalenderjahrsaison) wechselte die Sektion Fußball zur neu gegründeten BSG Rotation Schwedt, und die 1. Mannschaft stieg erneut in die Kreisklasse ab. Die Rückkehr in die Bezirksklasse erfolgte binnen einer Saison, sodass die BSG Rotation in den nächsten Spielzeiten wieder in der Bezirksklasse spielte. Diese war ab 1963/64 wieder viertklassig, nachdem die II. DDR-Liga eingestellt worden war. 1965 gelang der BSG Rotation der Aufstieg in die Bezirksliga. Im Laufe der Saison 1965/66 fusionierte die Sektion Fußball mit der BSG Erdöl Schwedt zur neuen BSG Aufbau Schwedt. Die Fußballer der BSG Aufbau traten 1971 erstmals überregional in Erscheinung, als sie die Hauptrunde des FDGB-Pokals erreichten, jedoch mit 0:2 gegen Stahl Eisenhüttenstadt unterlagen. 1973 erfolgte der Aufstieg in die zweitklassige DDR-Liga, die zu dieser Zeit in fünf Staffeln aufgeteilt war. In der Liga-Staffel B gelang zunächst der Klassenerhalt. Auch im FDGB-Pokal erreichte die BSG Aufbau 1974 durch ein 2:0 über Vorwärts Neubrandenburg erstmals die zweite Runde, schied dann jedoch bei der TSG Wismar aus. Im zweiten Ligajahr stieg die BSG als Tabellenletzter wieder in die Bezirksliga Frankfurt/Oder ab. Nach nur einem Jahr gelang der sofortige Wiederaufstieg. Danach gehörte die Mannschaft von 1976 (ab dem Folgejahr als neu gegründete BSG Chemie PCK Schwedt) bis zur erneuten Ligareform 1984 ohne Unterbrechung der DDR-Liga an. Dabei schnitten die Schwedter in der zwölf Mannschaften umfassenden DDR-Liga-Staffel B nie schlechter als Platz 7 ab.
In der Spielzeit 1979/80 lieferte sich die BSG Chemie mit der SG Dynamo Fürstenwalde einen Zweikampf um die Meisterschaft in der Staffel B. Während Schwedt vor den letzten acht Spieltagen noch einen Vorsprung von vier Punkten hatte (2-Punkte-Regelung), wurde Chemie am letzten Spieltag von der SG Dynamo überflügelt. Die damalige Stammelf hatte folgendes Aussehen:
| Holger Keipke (18 Einsätze, 28 Jahre)                                         |
| Joachim Bliefert (22/26)                                                      |
| Jürgen Scheel (20/28), Christian Stoll (19/28), Harry Rath (22/23)            |
| Jochen Käppler (20/32), Erhard Bogs (22/30), Bernd Feddeler (17/27)           |
| Joachim Jeremiasch (16/28), Wolfgang Hefter (22/30), Andreas Weichert (22/25) |

Trainer Josef Pellert setzte in den 22 Meisterschaftsspielen insgesamt 19 Spieler ein, deren Durchschnittsalter 26,6 Jahre betrug. Die Stammelf hatte einen Durchschnitt von 27,7 Jahren. In dieser Saison kamen zum damals 5000 Zuschauer fassenden Sportplatz an der Albert-Bartel-Straße (heute Stadion „Heinrichslust“) im Durchschnitt 2100 Besucher pro Spiel.
Im FDGB-Pokal 1981 gelang nach Siegen bei Elektronik Neuruppin, der TSG Bau Rostock und über Vorwärts Neubrandenburg der Einzug in das Achtelfinale, wo man bei Vorwärts Frankfurt mit 1:3 ausschied. Der siebte Platz 1983/84 reichte nicht mehr für den Klassenerhalt, da die DDR-Liga ab 1985 nur noch zwei Staffeln umfasste. 1987 wurde die BSG Chemie Frankfurter Bezirksmeister, scheiterte aber in der Aufstiegsrunde zur DDR-Liga. Am Ende der letzten Bezirksligasaison vor dem wendebedingten Beitritt des DFV zum DFB erreichte die BSG Chemie PCK Schwedt 1990 Platz zwei, verpasste aber erneut in der Aufstiegsrunde die Qualifikation für die neu eingerichtete NOFV-Liga. Im Juli 1990 wurde die Betriebssportgemeinschaft aufgelöst, die bisherige Sektion Fußball wurde am 24. Juli in den Fußballsportverein PCK 90 Schwedt umgewandelt. Er übernahm den Platz der BSG in der neuen Landesliga Brandenburg.

### Frauen
Bei der BSG Aufbau Schwedt wurde 1977 erstmals eine Frauenfußballmannschaft gegründet. Sie wechselte gemeinsam mit den Männern noch im selben Jahr zur BSG Chemie PCK. Während sich die Frauen für die erstmals 1979 ausgetragene DDR-weite Meisterschaft, bezeichnet als Bestenermittlung im Frauenfußball, nicht qualifizieren konnte, starteten die Frauen der BSG Chemie PCK als Meister des Bezirks Frankfurt (Oder) bei der Bestenermittlung 1980. Nach zwei Siegen in der Vorrunde über Motor Köpenick (1:0) und NGMB Neubrandenburg (2:1) hatte sich Schwedt für die Endrunde mit fünf Mannschaften qualifiziert. Von den vier Endrundenspielen gewann die BSG Chemie PCK nur zwei Partien und erreichte in der Endabrechnung nur Platz vier. 1981 schied die BSG bereits in der Vorrunde aus, wurde aber 1982 Frauen-Vizemeister. 1983 wurde noch einmal ein dritter Platz erreicht, danach kam Chemie PCK nicht mehr in die Endrunde.

## Handball
Am 1. Oktober 1959 gründete die BSG Bau der Jugend die erste Sektion Handball, die später über die BSG Erdöl unter dem Namen BSG Chemie PCK antrat. Die Handballerinnen schafften in der Spielzeit 1976/77 als BSG Erdöl Schwedt den Aufstieg aus der Bezirksliga in die DDR-Liga. In die erste DDR-Liga-Saison gingen die Handballerinnen als BSG Chemie PCK und hielten durch den siebten Platz die Klasse. Nachdem man in der Spielzeit 1978/79 den vierten Platz belegt hatte, sicherten sich die Spielerinnen in der darauffolgenden Spielzeit in der Staffel Nord den Meistertitel und stiegen in die DDR-Oberliga auf. Nach nur einer Saison und keinem Punktgewinn stieg die Mannschaft gemeinsam mit dem Mitaufsteiger BSG Umformtechnik Erfurt wieder ab. Nach dem Abstieg konnte die Mannschaft aus Schwedt durch einen neunten Platz in der DDR-Liga knapp die Klasse halten. Die Spielzeit 1982/83 beendeten die Handballerinnen auf dem 10. Platz und mussten im Entscheidungsspiel gegen die BSG Einheit Pädagogik Leipzig um den Klassenerhalt kämpfen und konnten sich erfolgreich gegen die Leipziger Mannschaft durchsetzen. In der Saison 1984/85 kam es erneut zu einem Entscheidungsspiel um den Abstieg, diesmal gegen die HSG DHfK Leipzig, und es konnte wieder der Abstieg verhindert werden. In der darauffolgenden Saison konnte der Abstieg in die Bezirksliga nicht mehr verhindert werden. In der Spielzeit 1987/88 schafften die Schwedter Handballerinnen die Rückkehr in die DDR-Liga, mussten aber nach einer Saison wieder in die Bezirksklasse absteigen. 1990 spaltete sich die Handballsektion von der BSG Chemie PCK ab und gründete den SSV PCK 90 Schwedt. Die Frauenmannschaft schaffte 1991 den Aufstieg in die erste gesamtdeutsche Saison der 2. Bundesliga.

## Weitere Sportarten
Neben Fußball und Handball unterhielt die BSG Chemie PCK in ihrer Blütezeit weitere zahlreiche Sportsektionen wie Bogenschießen, Boxen, Fechten, Gymnastik, Kanu, Kegeln, Radsport, Rudern, Schwimmen, Tennis und Volleyball. 1979 wurden die Boxer DDR-Mannschaftspokalsieger und errangen 1988 die Mannschaftsmeisterschaft. Im Tennis wurde die erst dreizehnjährige Gritt Schneider an der Seite der Rostockerin Sonja Feldhahn DDR-Doppelmeisterin.

## Personen
- Volker Benes (* 1947)
- Olaf Bitzka (* 1962)
- Jürgen Bogs (* 1947)
- Günter Czuch (* 1944)
- Ronny Dau (* 1963)
- Burghard Deleroi (1961–2021)
- Rainer Desens (* 1959)
- Hans-Dietrich Fiebig (* 1938)
- Manfred Geisler (* 1941)
- Wolfgang Hefter (* 1949)
- Detlef Helms (* 1960)
- Hans-Jörg Hildebrandt (* 1961)
- Eberhard Janotta (* 1961)
- Bernd Jessa (1949–2002)
- Christian Kalainski (* 1961)
- Dieter Kallfaß (* 1943)
- Holger Keipke (* 1950)
- Falko Leuschner (* 1955)
- Wolfgang Matthies (* 1953)
- Siegfried Mundt (* 1951)
- Lothar Paul (* 1945)
- Marcel Rath (* 1975)
- Thomas Rath (* 1970)
- Grit Schneider (* 1968)
- Lutz Schnürer (* 1963)
- Werner Schorrig (* 1950)
- Detlef Uecker (* 1962)
- Heinrich Uteß (* 1951)
- Klaus-Dieter Uteß (* 1954)
- Hartmut Voigt (* 1955)